# 1310 هـ
1310 هـ هي سنة في التقويم الهجري امتدت مقابلةً في التقويم الميلادي بين سنتي 1892 و1893.

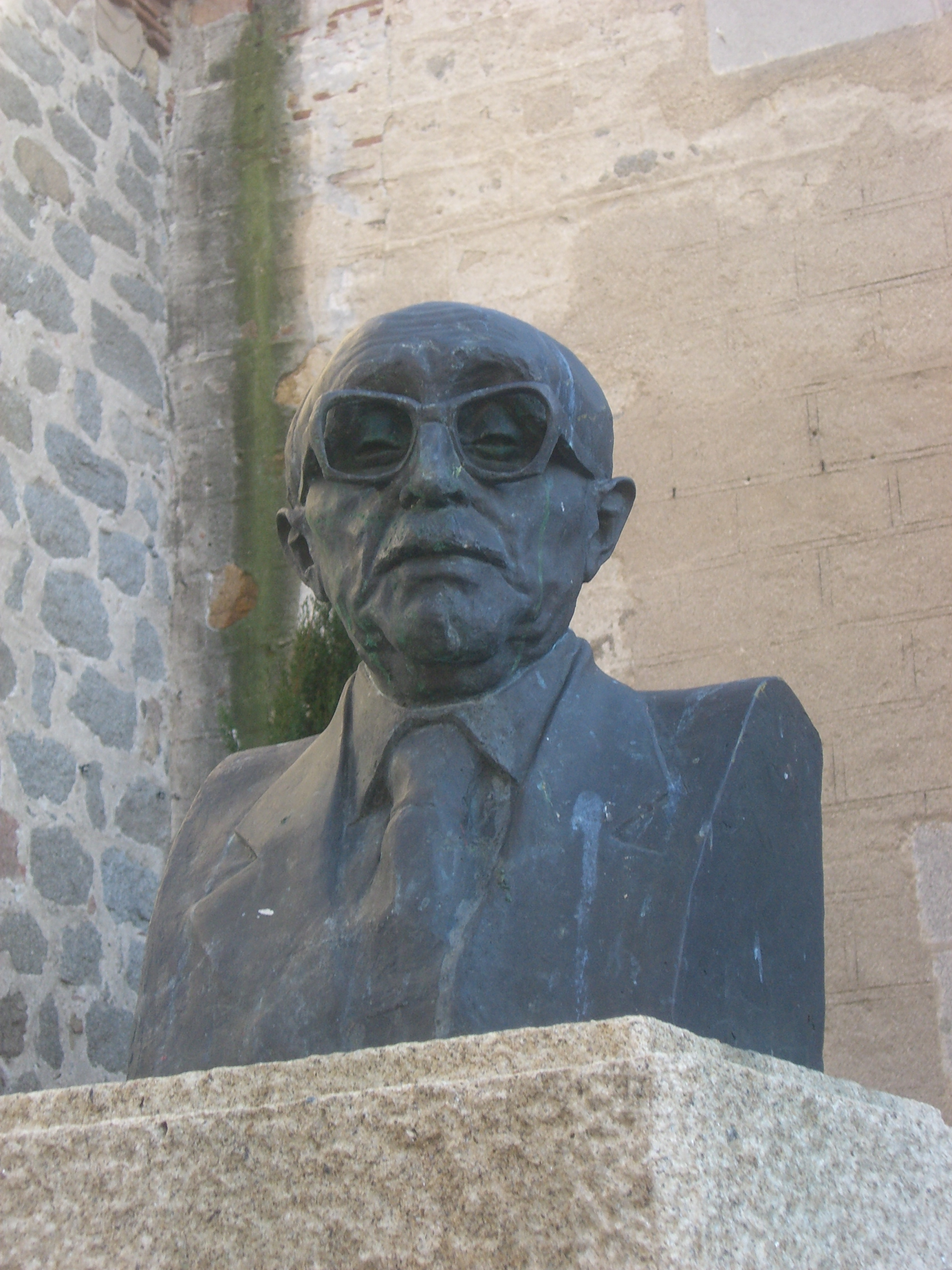
سانتشث ألبورنوث

## أحداث
- وفاة أمير الكويت الخامس عبد الله الثاني الصباح، عن عمر ناهز 78عاما.
- الصلاة على عبد الله الثاني الصباح ودفنه في مدينة الكويت.
- مبايعة محمد بن صباح الصباح أمير لدولة الكويت.
- مبايعة مبارك الصباح وليا للعهد.
- تقدم العزاء على وفاة عبد الله الثاني الصباح من حاكم آل رشيد وحاكم مصر وحاكم البحرين.
- إمارة أبو ظبي تصبح خاضعة للحماية البريطانية، مثل بقية الأمارات.

## مواليد
- أحمد قدري
- محمد حامد الفقي
- محمد حجت الكوهكمري
- مشعان الخالد
- خير الدين الزركلي
- سعود المالك الحمود الصباح
- سانتشث ألبورنوث
- ظفر أحمد عثماني
- عبد الواحد المظفر
- فريا ستارك
- فضل محمد السواتي
- محمد الحجة الكوهكمري
- محمد علي المدني
- محمود شلتوت
- ناصر العامود
- هاشم الوتري

## وفيات
- آوغست مولر
- أجناسيو مانويل التاميرانو
- أحمد عزت باشا العمري
- ألويس اشبرنجر
- راكان بن فلاح بن حثلين
- محمد بنسعيد السلاوي
- محمد علي التبريزي الأنصاري